# Taraklı

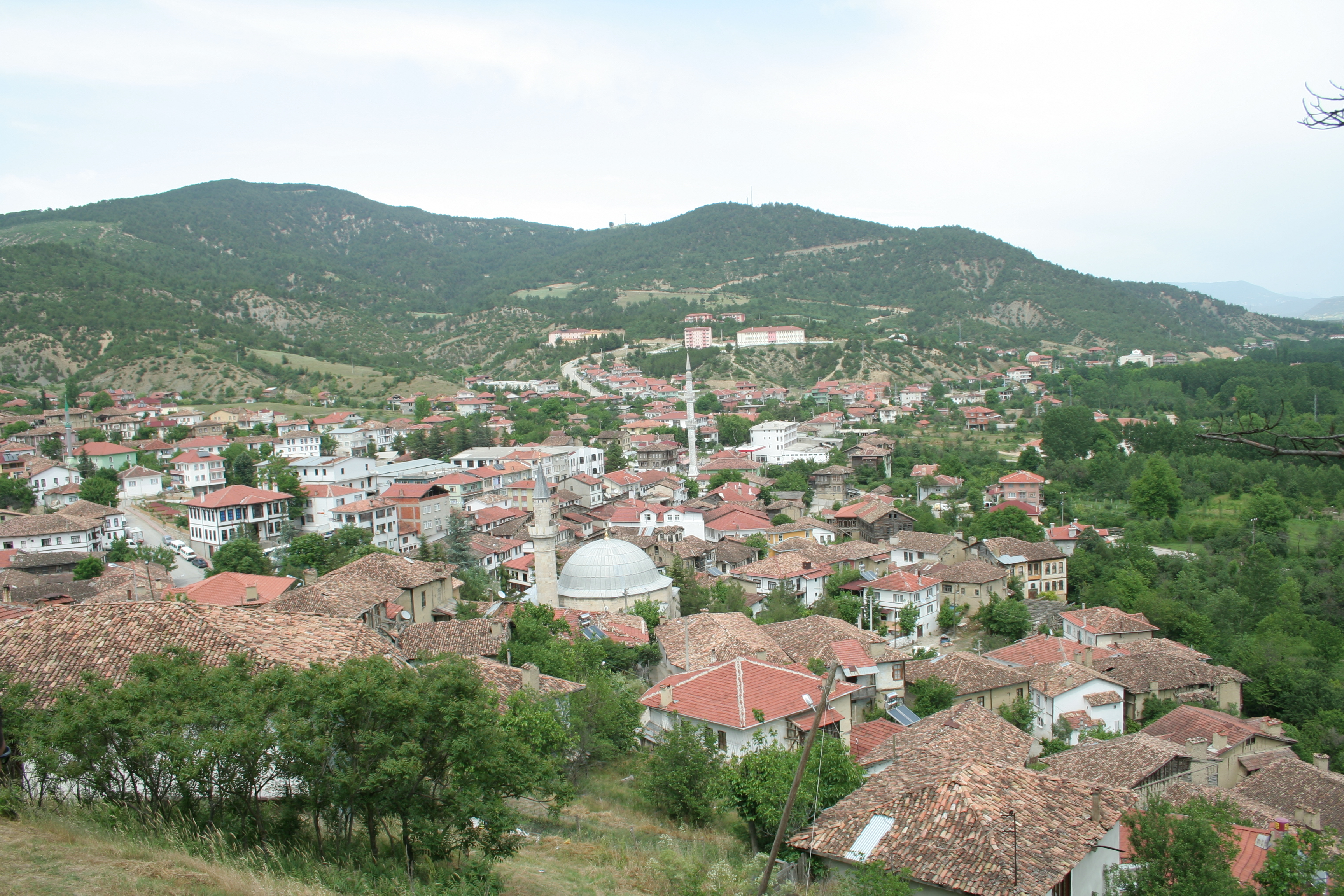
A panoramic view of Taraklı

Taraklı est une ville et un district de la province de Sakarya dans la région de Marmara en Turquie.

## Histoire
La ville se nommait Dablar, étant un grand village en Bithynie, conquise par les Ottomans entre 1289 - 1293. Elle a ensuite été appelée Yenice Tarakçı "Nouveaunommé Tarakçı (vendeur de peigne)". La mosquée Yunus Paşa a été construite en 1517 par ordre du vizir Yunus Paşa.

## Tourisme
La localité obtient en 2021 le label Meilleurs villages touristiques de l'Organisation mondiale du tourisme.